# Ероика Сиудад де Хучитан де Зарагоза (Ероика Сиудад де Хучитан де Зарагоза, Оахака)
Ероика Сиудад де Хучитан де Зарагоза (шп. Heroica Ciudad de Juchitán de Zaragoza) насеље је у Мексику у савезној држави Оахака у општини Ероика Сиудад де Хучитан де Зарагоза. Насеље се налази на надморској висини од 20 м.

## Становништво
Према подацима из 2010. године у насељу је живело 74825 становника.

### Хронологија
| Година       | 2000                  | 2005                  | 2010                  |
| ------------ | --------------------- | --------------------- | --------------------- |
| Становништво | 64642 (31200 / 33442) | 70714 (34330 / 36384) | 74825 (36187 / 38638) |

### Попис
| \| \| м \| \| \| ж \| \| 0—2 \| 1.926 \| \| \| 1.931 \| \| 3—5 \| 2.107 \| \| \| 1.916 \| \| 6—11 \| 4.175 \| \| \| 4.036 \| \| 12—14 \| 2.178 \| \| \| 2.123 \| \| 15—17 \| 2.380 \| \| \| 2.244 \| \| 18—24 \| 4.660 \| \| \| 5.149 \| \| 60+ \| 3.109 \| \| \| 3.540 \| \| Просек : \| 29,1 \| \| \| 30,3 \| |       |  |  |       |
| |       |  |  |       |
| | м     |  |  | ж     |
| 0—2 | 1.926 |  |  | 1.931 |
| 3—5 | 2.107 |  |  | 1.916 |
| 6—11 | 4.175 |  |  | 4.036 |
| 12—14 | 2.178 |  |  | 2.123 |
| 15—17 | 2.380 |  |  | 2.244 |
| 18—24 | 4.660 |  |  | 5.149 |
| 60+ | 3.109 |  |  | 3.540 |
| Просек : | 29,1  |  |  | 30,3  |

| #   | Индикатор                                                                                        | Вредност |
| --- | ------------------------------------------------------------------------------------------------ | -------- |
| 1   | Становништво од 0 до 2 године                                                                    | 3857     |
| 2   | Мушко становништво од 0 до 2 године                                                              | 1926     |
| 3   | Женско становништво од 0 до 2 године                                                             | 1931     |
| 4   | Становништво са 3 и више година                                                                  | 70506    |
| 5   | Мушко становништво са 3 и више година                                                            | 34028    |
| 6   | Женско становништво са 3 и више година                                                           | 36478    |
| 7   | Становништво са 5 и више година                                                                  | 67850    |
| 8   | Мушко становништво са 5 и више година                                                            | 32624    |
| 9   | Женско становништво са 5 и више година                                                           | 35226    |
| 10  | Становништво са 12 и више година                                                                 | 58272    |
| 11  | Мушко становништво са 12 и више година                                                           | 27746    |
| 12  | Женско становништво са 12 и више година                                                          | 30526    |
| 13  | Становништво са 15 и више година                                                                 | 53971    |
| 14  | Мушко становништво са 15 и више година                                                           | 25568    |
| 15  | Женско становништво са 15 и више година                                                          | 28403    |
| 16  | Становништво са 18 и више година                                                                 | 49347    |
| 17  | Мушко становништво са 18 и више година                                                           | 23188    |
| 18  | Женско становништво са 18 и више година                                                          | 26159    |
| 19  | Становништво од 3 до 5 година                                                                    | 4023     |
| 20  | Мушко становништво од 3 до 5 година                                                              | 2107     |
| 21  | Женско становништво од 3 до 5 година                                                             | 1916     |
| 22  | Становништво од 6 до 11 година                                                                   | 8211     |
| 23  | Мушко становништво од 6 до 11 година                                                             | 4175     |
| 24  | Женско становништво од 6 до 11 година                                                            | 4036     |
| 25  | Становништво од 8 до 14 година                                                                   | 9791     |
| 26  | Мушко становништво од 8 до 14 година                                                             | 4949     |
| 27  | Женско становништво од 8 до 14 година                                                            | 4842     |
| 28  | Становништво од 12 до 14 година                                                                  | 4301     |
| 29  | Мушко становништво од 12 до 14 година                                                            | 2178     |
| 30  | Женско становништво од 12 до 14 година                                                           | 2123     |
| 31  | Становништво од 15 до 17 година                                                                  | 4624     |
| 32  | Мушко становништво од 15 до 17 година                                                            | 2380     |
| 33  | Женско становништво од 15 до 17 година                                                           | 2244     |
| 34  | Становништво од 18 до 24 године                                                                  | 9809     |
| 35  | Мушко становништво од 18 до 24 године                                                            | 4660     |
| 36  | Женско становништво од 18 до 24 године                                                           | 5149     |
| 37  | Женско становништво од 15 до 49 година                                                           | 21465    |
| 38  | Становништво са 60 и више година                                                                 | 6649     |
| 39  | Мушко становништво са 60 и више година                                                           | 3109     |
| 40  | Женско становништво са 60 и више година                                                          | 3540     |
| 41  | Однос између мушкараца и жена                                                                    | 93.66    |
| 42  | Становништво од нуле до 14 година                                                                | 20392    |
| 43  | Становништво од 15 до 64 године                                                                  | 49500    |
| 44  | Становништво од 65 година и више                                                                 | 4471     |
| 45  | Просечан број деце                                                                               | 2.15     |
| 46  | Становништво рођено у ентитету                                                                   | 70856    |
| 47  | Мушко становништво рођено у ентитету                                                             | 34214    |
| 48  | Женско становништво рођено у ентитету                                                            | 36642    |
| 49  | Становништво рођено у другом ентитету                                                            | 3261     |
| 50  | Мушко становништво рођено у другом ентитету                                                      | 1613     |
| 51  | Женско становништво рођено у другом ентитету                                                     | 1648     |
| 52  | Становништво од 5 година и више резидентно у ентитету у јуну 2005. године                        | 66415    |
| 53  | Мушко становништво старосног доба од 5 година и више, резидентно у ентитету у јуну 2005. године  | 31860    |
| 54  | Женско становништво старосног доба од 5 и више година, резидентно у ентитету у јуну 2005. године | 34555    |
| 55  | Становништво од 5 година и више које је живело у другом ентитету у јуну 2005. године             | 1109     |
| 56  | Мушко становништво старије од 5 година које је живело у другом ентитету у јуну 2005. године      | 582      |
| 57  | Женско становништво старије од 5 година које је живело у другом ентитету у јуну 2005. године     | 527      |
| 58  | Становништво од 3 године и више које говори аутохтони језик                                      | 43482    |
| 59  | Мушко становништво старо 3 године и више које говори аутохтони језик                             | 20719    |
| 60  | Женско становништво старо 3 године и више које говори аутохтони језик                            | 22763    |
| 61  | Становништво од 3 године и више које говори аутохтони језик и не говори шпански језик            | 2661     |
| 62  | Мушко становништво старо 3 године и више које говори аутохтони језик и не говори шпански         | 1087     |
| 63  | Женско становништво старо 3 године и више које говори аутохтони језик и не говори шпански језик  | 1574     |
| 64  | Становништво старо 3 године и више које говори аутохтони језик и шпански                         | 40360    |
| 65  | Мушко становништво старо 3 године и више које говори аутохтони језик и шпански                   | 19427    |
| 66  | Женско становништво старо 3 године и више које говори аутохтони језик и шпански                  | 20933    |
| 67  | Становништво од 5 година и више које говори аутохтони језик                                      | 43014    |
| 68  | Становништво од 5 година и више које говори аутохтони језик и не говори шпански језик            | 2614     |
| 69  | Становништво од 5 година и више које говори аутохтони језик и говори шпански језик               | 39946    |
| 70  | Становништво у домородачким домаћинствима                                                        | 64184    |
| 71  | Становништво са ограничењима у активностима                                                      | 3012     |
| 72  | Становништво са ограниченим ходањем или кретањем, горе или доле                                  | 1721     |
| 73  | Становници са ограничењима вида, чак и уз кориштење сочива                                       | 943      |
| 74  | Становништво са ограничењима говора, комуникације или конверзације                               | 163      |
| 75  | Становништво са ограниченим слухом                                                               | 181      |
| 76  | Становништво са ограничењима при одевању, купању или јелу                                        | 98       |
| 77  | Становништво са ограничењима у опажању или учењу једноставних ствари                             | 59       |
| 78  | Становништво са менталним ограничењима                                                           | 199      |
| 79  | Становништво без ограничења активности                                                           | 70978    |
| 80  | Становништво од 3 до 5 година које не похађа школу                                               | 1026     |
| 81  | Мушко становништво од 3 до 5 година које не похађа школу                                         | 551      |
| 82  | Женско становништво од 3 до 5 година које не похађа школу                                        | 475      |
| 83  | Становништво од 6 до 11 година које не похађа школу                                              | 169      |
| 84  | Мушко становништво од 6 до 11 година које не похађа школу                                        | 82       |
| 85  | Женско становништво од 6 до 11 година које не похађа школу                                       | 87       |
| 86  | Становништво од 12 до 14 година које не похађа школу                                             | 338      |
| 87  | Мушко становништво од 12 до 14 година које не похађа школу                                       | 171      |
| 88  | Женско становништво од 12 до 14 година које не похађа школу                                      | 167      |
| 89  | Становништво од 15 до 17 година похађа школу                                                     | 3493     |
| 90  | Мушко становништво од 15 до 17 година похађа школу                                               | 1839     |
| 91  | Женско становништво између 15 и 17 година живота у школи                                         | 1654     |
| 92  | Становништво од 18 до 24 године похађа школу                                                     | 3438     |
| 93  | Мушко становништво од 18 до 24 године похађа школу                                               | 1770     |
| 94  | Женско становништво од 18 до 24 године похађа школу                                              | 1668     |
| 95  | Становништво од 8 до 14 година које не може да чита и пише                                       | 357      |
| 96  | Мушко становништво старосног доба од 8 до 14 година које не може да чита и пише                  | 192      |
| 97  | Женско становништво старосног доби од 8 до 14 година које не може да чита и пише                 | 165      |
| 98  | Становништво од 15 година и више које је неписмено                                               | 6836     |
| 99  | Мушко становништво од 15 година и више које је неписмено                                         | 2299     |
| 100 | Женско становништво од 15 година и више које је неписмено                                        | 4537     |
| 101 | Становништво старо 15 и више година без школовања                                                | 6327     |
| 102 | Мушко становништво старо 15 и више година без школовања                                          | 2153     |
| 103 | Женско становништво старо 15 и више година без школовања                                         | 4174     |
| 104 | Становништво старосног доба 15 и више година са непотпуним основним образовањем                  | 8522     |
| 105 | Мушко становништво старосног доба од 15 година и више са непотпуном основним образовањем         | 3518     |
| 106 | Женско становништво старосног доба 15 и више година са непотпуном основним образовањем           | 5004     |
| 107 | Становништво старо 15 и више година са комплетним основним образовањем                           | 8449     |
| 108 | Мушко становништво старо 15 година и више са комплетним основним образовањем                     | 3702     |
| 109 | Женско становништво старо 15 и више година са комплетним основним образовањем                    | 4747     |
| 110 | Становништво старосног доба 15 и више година са непотпуним средњим образовањем                   | 2309     |
| 111 | Мушко становништво старосног доба од 15 година и више са непотпуним средњим образовањем          | 1252     |
| 112 | Женско становништво старосног доба од 15 година и више са непотпуним средњим образовањем         | 1057     |
| 113 | Становништво старо 15 и више година са пуним секундарном образовањем                             | 9120     |
| 114 | Мушко становништво старосног доба од 15 година и више са пуним секундарном образовањем           | 4604     |
| 115 | Женско становништво старосног доба од 15 година и више са пуним секундарном образовањем          | 4516     |
| 116 | Становништво старије од 18 година са постосновним образовањем                                    | 17475    |
| 117 | Мушко становништво старије од 18 година са постосновним образовањем                              | 9456     |
| 118 | Женско становништво старије од 18 година са постосновним образовањем                             | 8019     |
| 119 | Просечна оцена школовања                                                                         | 8.13     |
| 120 | Просечан ниво образовања мушке популације                                                        | 8.85     |
| 121 | Просечан ниво образовања женског становништва                                                    | 7.47     |
| 122 | Економски активно становништво                                                                   | 29919    |
| 123 | Економски активна мушка популација                                                               | 19667    |
| 124 | Економски активна женска популација                                                              | 10252    |
| 125 | Становништво које није економски активно                                                         | 28078    |
| 126 | Мушко становништво које није економски активно                                                   | 7917     |
| 127 | Женско становништво које није економски активно                                                  | 20161    |
| 128 | Запослено становништво                                                                           | 28600    |
| 129 | Запослено мушко становништво                                                                     | 18552    |
| 130 | Запослено женско становништво                                                                    | 10048    |
| 131 | Незапослена популација                                                                           | 1319     |
| 132 | Незапослена мушка популација                                                                     | 1115     |
| 133 | Незапослена женска популација                                                                    | 204      |
| 134 | Становништво без права на здравствене услуге                                                     | 34200    |
| 135 | Становништво које има право на здравствене услуге                                                | 40069    |
| 136 | Становништво које има право на ИМСС                                                              | 12401    |
| 137 | Становништво које има право на социјално осигурање                                               | 8744     |
| 138 | Становништво које има право на државно социјално осигурање                                       | 691      |
| 139 | Становништво које има право на опште осигурање или здравствено осигурање за нову генерацију      | 15910    |
| 140 | Становништво које је било једном или није било у браку током 12 година и више                    | 19635    |
| 141 | Венчано или уједињено становништво од 12 година и више                                           | 32966    |
| 142 | Становништво које је било у браку или уједињено 12 година и више                                 | 5577     |
| 143 | Становништво са католичком религијом                                                             | 50924    |
| 144 | Протестанти, еванђелисти и библијски следбеници различити од еванђелиста                         | 16850    |
| 145 | Становништво са другим религијама различитим од претходних                                       | 120      |
| 146 | Становништво без религије                                                                        | 6066     |
| 147 | Укупно пописаних домаћинства                                                                     | 17646    |
| 148 | Пописна домаћинства на челу са мушкарцима                                                        | 12785    |
| 149 | Пописна домаћинства на челу са женама                                                            | 4861     |
| 150 | Становништво у пописним домаћинствима                                                            | 74209    |
| 151 | Становништво у пописним домаћинствима на челу са мушкарцима                                      | 55917    |
| 152 | Становништво у пописним домаћинствима на челу са женама                                          | 18292    |
| 153 | Укупно домаћинстава                                                                              | 20918    |
| 154 | Укупно насељених домаћинстава                                                                    | 17797    |
| 155 | Укупно приватних кућа                                                                            | 20767    |
| 156 | Насељени приватни домови                                                                         | 17646    |
| 157 | Укупно насељених приватних кућа                                                                  | 17793    |
| 158 | Ненасељене приватне куће                                                                         | 1916     |
| 159 | Појединачна домаћинства за привремену употребу                                                   | 1205     |
| 160 | Становници у насељеним приватним кућама                                                          | 74209    |
| 161 | Насељеност станара у приватним становима                                                         | 4.21     |
| 162 | Просечно становника по соби у приватним насељеним домаћинствима                                  | 1.4      |
| 163 | Појединачна домаћинства са подовима од различитих материјала од земље                            | 16784    |
| 164 | Појединачна домаћинства у приземљу                                                               | 745      |
| 165 | Појединачна домаћинства са једном спаваћом собом                                                 | 7697     |
| 166 | Појединачна домаћинства са две спаваће собе и више                                               | 9884     |
| 167 | Појединачна домаћинства са једним собом                                                          | 2809     |
| 168 | Појединачна домаћинства са две собе                                                              | 4744     |
| 169 | Појединачна домаћинства са 3 собе и више                                                         | 10016    |
| 170 | Појединачна домаћинства која имају електрично светло                                             | 17410    |
| 171 | Појединачна домаћинства која немају електрично светло                                            | 166      |
| 172 | Појединачна домаћинства која имају водоводну воду у стамбеном простору                           | 16664    |
| 173 | Појединачна домаћинства која немају водоводну воду у стамбеном простору                          | 903      |
| 174 | Појединачна домаћинства која имају тоалет                                                        | 17345    |
| 175 | Појединачна домаћинства која имају канализацију                                                  | 17333    |
| 176 | Појединачна домаћинства која немају канализацију                                                 | 228      |
| 177 | Појединачна домаћинства која имају електрично светло, довод воде из јавне мреже и канализацију   | 16404    |
| 178 | Појединачна домаћинства без икаквих услова                                                       | 378      |
| 179 | Појединачна домаћинства која имају радио                                                         | 14634    |
| 180 | Појединачна домаћинства која имају телевизор                                                     | 16366    |
| 181 | Појединачна домаћинства која имају фрижидер                                                      | 14290    |
| 182 | Појединачна домаћинства која имају машину за веш                                                 | 10432    |
| 183 | Појединачна домаћинства која имају аутомобил или комби                                           | 3783     |
| 184 | Појединачна домаћинства која имају рачунар                                                       | 3545     |
| 185 | Појединачна домаћинства која имају фиксну телефонску линију                                      | 3669     |
| 186 | Појединачна домаћинства која имају мобилни телефон                                               | 10353    |
| 187 | Појединачна домаћинства која имају приступ интернету                                             | 1925     |
| 188 | Величина локације                                                                                | 10       |